# Igors Kozlovs
Igors Kozlovs (ur. 26 czerwca 1987 w Rydze) – łotewski piłkarz grający na pozycji pomocnika. Jest wychowankiem Skonto Ryga, z którego przeszedł na zasadzie wypożyczenia do JFK Olimps. W latach 2010−2013 reprezentował barwy litewskiego FK Szawle. Obecnie występuje w Ekranasie Poniewież.

## Statystyki kariery
| Sezon    | Klub              | Kraj  | Rozgrywki | Mecze | Bramki |
| -------- | ----------------- | ----- | --------- | ----- | ------ |
| 2007 (j) | JFK Olimps        | Łotwa | Virslīga  | 15    | 0      |
| 2007 (w) | Skonto Ryga       | Łotwa | Virslīga  | 4     | 0      |
| 2008     | Skonto Ryga       | Łotwa | Virslīga  | 8     | 0      |
| 2009     | Skonto Ryga       | Łotwa | Virslīga  | 25    | 8      |
| 2010     | FK Szawle         | Litwa | A lyga    | 25    | 4      |
| 2011     | FK Szawle         | Litwa | A lyga    | 15    | 3      |
| 2012     | FK Szawle         | Litwa | A lyga    | 31    | 9      |
| 2013     | Ekranas Poniewież | Litwa | A lyga    | 17    | 2      |